# RR Lyrae
RR Lyrae è una stella variabile visibile nella costellazione della Lira. È il prototipo della classe di variabili detta appunto variabili RR Lyrae, un tipo di stelle piuttosto comune che viene usato dagli astronomi come candele standard per calcolare la distanza di vari oggetti celesti.
La sua natura variabile è stata scoperta nel 1901 da Williamina Fleming del Harvard Observatory.
RR Lyrae varia la sua luminosità con un periodo di 13 ore e 36 minuti, oscillando tra le magnitudini tra +7,06 e +8,12.

## Caratteristiche

Curva di luce di RR Lyrae

La stella, la più luminosa della sua classe, ha terminato l'idrogeno nel suo nucleo e dopo essere uscita dalla sequenza principale ed essere stata una gigante rossa bruciando l'idrogeno nel suo inviluppo esterno, ha iniziato la fusione dell'elio nel nucleo, aumentando la temperatura negli strati esterni e situandosi in una certa regione del ramo orizzontale del diagramma HR, chiamata striscia di instabilità. In questa fase l'inviluppo esterno inizia a pulsare, causando variazioni del raggio e della luminosità stellare. Come altre variabili RR Lyrae la stella mostra quello che viene definito effetto Blazhko, piccole modulazioni periodiche della curva di luce, che nel caso di RR Lyrae avvengono in 39,1 giorni.
La distanza di RR Lyrae non era ben certa fino alla fine del XX secolo, osservazioni con il satellite Hipparcos nel 1997 calcolarono una distanza di 700 anni luce, successivamente, nel 2002, il telescopio spaziale Hubble ha permesso di stimare la distanza della stella con un margine d'errore del 5%; misurando una parallasse di 3,84 milliarcosecondi la distanza stimata di RR Lyrae è risultata essere di 854 anni luce
La stella è di popolazione II, è povera di metalli perché formatasi in una fase in cui l'universo era carente di elementi pesanti nelle zone di formazione stellare. La sua orbita attorno al centro galattico è molto eccentrica, e varia da un minimo di 6800 anni luce fino a 60 000 anni luce dal centro.